# 泡沫之夏 (中國大陸電視劇)
《泡沫之夏》，2017年中國大陸新翻拍的偶像劇，改編自明晓溪原作的小說《泡沫之夏》，该剧由秦俊杰、张雪迎、黄圣池、陈欣予、黄德毅领衔主演，麦迪娜特别出演，于中中擔任製作人。該劇由著作人明晓溪亲自操刀改编，於2017年7月开机，2017年10月30日殺青。该剧起初是深圳卫视2017年第四季度AMAZING X资源推介会宣布的招商剧其中之一，同时又是安徽卫视招商联播剧之一，后被浙江卫视截胡买断，于2018年5月8日全国首映。

## 播出平台及时间
| 频道         | 所在地   | 播出日期      | 播出时间                                                                       |
| ------------ | -------- | ------------- | ------------------------------------------------------------------------------ |
| 爱奇艺       | 中国大陆 | 2018年5月8日  | 爱奇艺会员星期二至四22:00更新，會員搶先看6集 非會員星期二至四24:00同步衛視更新 |
| 浙江卫视     | 中国大陆 | 2018年5月8日  | 星期二至四 22:00 - 23:30                                                       |
| 深圳卫视     | 中国大陆 | 2018年8月16日 | 每晚 19:35 - 21:10                                                             |
| 愛奇藝台灣站 | 臺灣     | 2018年5月8日  |                                                                                |
| MCOT HD      | 泰國     | 2020年7月28日 | 星期一星期二星期三 23:05 - 00:00                                               |

## 演员表

### 主要演員
| 演员                | 角色   | 介紹 |
| 张雪迎 童年：吕晨悦 | 尹夏沫 | 自幼失去双亲的小才女尹夏沫，为了自己病重的弟弟尹澄在演艺圈摸爬滚打。虽然复杂的家庭出身和坎坷的成长经历让尹夏沫在童年时期便尝尽人间冷暖，但坚强的尹夏沫怀揣善良正直的心，不卑不亢地面对逆境。因身世坎坷，讓自我保護的意識使她殘酷、冷漠。她和歐辰談戀愛期間，因歐辰的過度愛護使她喘不過氣，不允許聯誼有男生，和弟弟小澄親密點也不行。後因洛熙的出現，讓夏沫喜歡上他，卻被歐辰趕去英國間接導致車禍的發生；夏沫的雙親死亡，夏沫因而堅決跟他分手，分手後房子立即被收回、財產被凍結。因為沒了依靠加上弟弟小澄的病需要很多錢治療，因而成為SUN公司練習生要出道當藝人賺錢。出道後再次遇到洛熙並正式與他相愛。後重新遇見歐辰使他就算忘記了有關她的回憶，仍對她一見鍾情，展開追求。後來因小澄的病需要換腎而求歐辰把腎換給小澄，並答應了他的條件跟他結婚。他和洛熙正式結束。後發現當年收回房屋、凍結財產的不是歐辰，解開誤會。後來小澄去世，夏沫崩潰，因而陷入漫長的自閉。在這時候歐辰無微不至的照顧他，在他救牛奶墮樓的時候，夏沫從自閉中醒來。       |
| 秦俊杰 童年：温淳棣 | 欧辰   | 游戏公司创始人，作为天之骄子，阔少欧辰年轻有为，事业上意气风发，爱情上兼具霸气与温柔，是无数少女记忆中的梦想情人。欧辰默默地爱着夏沫，他会花一周时间编织绿蕾丝，为她親手做飯，做洋娃娃。欧辰深沉，霸道却义无返顾地呵护夏沫，讓夏沫喘不過氣。卻落得五年前在樱花树下的一晚，夏沫冷冷地与欧辰分手，令他悲痛欲绝地松开刹车，导致车祸，丧失对夏沫的记忆。後在《亞洲之星》遇见夏沫，對她一見鍾情，使他慢慢恢復以前對夏沫的回憶，並收購sun公司成為夏沫的經紀人，多次為夏沫解決在娛樂圈裡的麻煩。因为对夏沫的深爱，他愿意无顾自己的身体健康以夏沫嫁给他为条件捐出自己的肾。後不忍看到夏沫因自己受盡折磨，草擬了離婚協議，讓她選擇自己的幸福。他明白到愛一個人不是要擁有她，強留在自己身邊。後來小澄去世，夏沫崩潰，他在這時候無微不至的照顧她。為了讓她醒來，不惜犧牲自己對夏沫的佔有慾讓洛熙來照顧她。後來為救牛奶墮樓而成功喚醒夏沫。而是讓她得到真正的幸福。没有夏沫，他不知如何生存，彷彿辰的出生只是为了一个叫尹夏沫的女子而生存，而喜怒哀乐。 |
| 黄圣池              | 洛熙   | 从小是个孤儿，他是阳光下肆意欢歌的风云学长，也是黑夜里寂寞阴郁的孤傲少年。小时候，妈妈骗了他，留他一个人在游乐园里；被领养后，却又被送了回去；三年前，到了夏沫家借住，喜歡上夏沫。但因歐辰看他不順，不喜歡他接近夏沫，以失業威脅尹爸把洛熙送走，被选择送去了英国留學。三年后，再次遇到夏沫。他以各種幼稚行為報復夏沫當年的拋棄，但又不自覺地再次愛上她，並多次幫助解決夏沫解決問題。在短暂的幸福之后，因為自己多疑敏感的性格，誤會夏沫愛的是歐辰，跟夏沫提分手，但其實說的都是氣話，想夏沫在意他。後來分手後，立即聽到她要和歐辰結婚的消息。覺得被最爱的夏沫抛弃。為了讓夏沫記住他，三年前被送走時他強吻夏沫。三年後更因她與歐辰結婚而喝醉失足掉進泳池,被沈薔及經紀人及時發現送醫。 |

### 其他演員
| 演员   | 角色     | 介紹 |
| 施羽   | 夏英柏   | 洛熙經紀公司的老板，是名富豪。也是夏沫媽媽以前的情人。患有腎炎，要定期出國檢查。是第二個與小澄的腎的各項指標都相同的人。 |
| 黄德毅 | 尹澄     | 尹夏沫同母異父之弟，唯一的親人。珍恩男友。喜歡貓。喜歡畫畫並很有天賦，最喜歡畫自己的姊姊。在追回洛熙的時候發生車禍，出院後更被收回房子的流氓毆打，間接導致以後患有腎衰竭。後去世。去世前是夏沫的最愛、夏沫的所有。用自己設計的婚紗送給夏沫作為結婚禮物。一直都很聽姊姊夏沫的話，唯獨知道夏沫犧牲自己的幸福，而和歐辰結婚為條件把歐辰的腎換給自己時，堅決拒絕。後來因歐辰給了小澄離婚協議，因而接受手術，但最後看到歐辰對夏沫的愛，所以沒把離婚協議給夏沫，但把它藏了起來。一直希望自己能照顧姊姊，替她分擔，不希望姊姊為自己牺牲一切。 |
| 袁子芸 | 江珍恩   | 夏沫之好友兼助理，和夏沫形影不離。和夏沫一起做兼職打工。曾為夏沫同期練習生，因唱功不行被開除。後為夏沫經紀人但被歐辰奪去。小澄女友。小澄死後穿著婚紗在小澄的屍體旁痛哭。 |
| 麦迪娜 | 沈蔷     | 亚洲天后，唱功和演技都爐火純青。天生自带追光，却上演女追男戏码，执着痴情地追爱洛熙，不管洛熙愛不愛自己，就像花中君王兰花，代表着一种霸气干脆的理智爱情。在洛熙與夏沫分手時乘虛而入，但知道洛熙心裡愛的一直是夏沫。配合洛熙的演出刺激夏沫。就在洛熙绝望而自杀时，是沈蔷陪伴着他继续走下去。 |
| 晨梓妍 | 薇安     | 尹夏沫經紀公司的艺人。是姚淑兒過去的助理。針對姚淑兒。與詹姆是情侶。潘南的表姐。友情出演《末日邊緣》 |
| 谢欣桐 | 潘楠     | 《亞洲之聲2》冠軍。夏沫同期的练习生也是好朋友。培訓期間替夏沫解決不假外出的嫌疑。和洛熙在英國相識成為知己。薇安的表妹。友情出演《末日邊緣》 |
| 陈欣予 | 姚淑兒   | 尹夏沫的师姐，曾是夏沫演艺道路上的引路者，二人亦敌亦友。被薇安稱為“跳板”，被別人踩著自己上位。為了再度走紅，瞞著公司參加《亞洲之星2》。為報復薇安，找人拍了薇安於詹姆偷情及公諸於世。曾因夏沫紅的太快，對夏沫懷恨在心。為了代言而綁架她。後期已解決問題。友情出演《末日邊緣》 |
| 李若嘉 | 安卉妮   | 凌浩前女友，一直对尹夏沫怀有敌意，多次在片場刁難夏沫；刻意掌摑夏沫，又誣衊夏沫勾引凌浩。後因自己的行為而身敗名裂。後知錯悔改。 |
| 宋海颉 | 戴维     | 魔高娛樂三位合夥人之一。歐辰研究所同學。曾不滿歐辰為了尹夏沫而無視公司利益，因而背叛歐辰奪走魔高娛樂CEO的位置。後魔高被控抄襲，並與歐辰和好，合力度過難關。 |
| 范晓东 | 凌浩     | 人气颇高的男演员。安卉妮前男友。後劈腿，為白音未婚夫。曾看不起作為新人的夏沫而罷演《泡沫美人魚》mv男主角，後遭魔高控訴要求和解。後與夏沫合作《純愛戀歌》才欣賞夏沫。友情出演《末日邊緣》的男主角。 |
| 龚帆   | 黛西     | 夏沫同期的练习生，後期擔任姚淑兒的助理。 |
| 丁可   | 可欣     | 夏沫同期的练习生 |
| 李逸男 | 西蒙     | 沈管家之子，也是魔高娛樂三位合夥人之一。常作為歐辰及戴維的緩衝劑。方錦華男友，在一起100天後分手。後來再度復合，並送了她一房車的包及一包的房車。 |
| 贺强   | 沈管家   | 西蒙之父，歐辰管家，對歐辰百般照顧。因當年尹夏沫對歐辰的狠心而自作主張收回夏沫的房屋、凍結帳戶，並讓她永遠離開歐辰，間接令到夏沫和歐辰造成多年的誤會，後向夏沫道歉並釋懷。 |
| 肖励   | 采尼     | 人稱林總，前sun（太陽娛樂公司）負責人，sun後期被魔高娛樂收購。 |
| 王子轩 | 詹姆     | 尹夏沫经纪公司的经纪人。與薇安是情侶。 |
| 赵泓晨 | 艾伦     | 淑兒、薇安、潘楠的經紀人。 |
| 王艺嘉 | 洁妮     | 洛熙的经纪人。把洛熙當弟弟看。 |
| 刘佳   | 方錦華   | 浪潮工作室的創辦人。与尹夏沫念同一所高中，因为当年被羞辱，一直对尹夏沫怀恨在心。喜歡洛熙。後期擔任狗仔，為的就是報復夏沫。西蒙女友，在一起100天後分手。後復合。 |
| 节檳   | 尹家平   | 尹夏沫、尹澄的養父，曾暗戀洛熙的媽媽 第5集因車禍去世 |
| 陈伊莎 | 尹媽     | 尹夏沫、尹澄的養母 第5集因車禍去世 |
| 祝向阳 | 宋雅民   | 洛熙曾為宋家的養子，因宋雅民虐貓後故意栽贓嫁禍給洛熙，洛熙被迫回到孤兒院。虐貓的習慣多年沒變，把夏沫的貓虐死並再次嫁禍洛熙，後被夏沫、歐辰、洛熙發現，事件水落石出。 |
| 陈文婧 | 余静宜   | 當紅明星。 |
| 叶旎娅 | 上官晶晶 | 當紅明星。 |
| 陈佳意 | 关莹     | 當紅明星。 |
| 张悦池 | 张鱼     | 口賤、沒品的狗仔，因被尹夏沫打了一巴掌，誓要讓夏沫身敗名裂，後加入浪潮工作室。曾在微訊騙夏沫自己是副導演,以及騙洛熙自欺是夏沫，要求約出來見面，實則是要拍他們同框的照片以製造緋聞，但被方錦華識破，計劃失敗。 |
| 王芳政 | 刘暴     | 凶湧娛樂的狗仔，後被歐辰注資。 |
| 胡意旋 | 白音     | 《亞洲之聲2》季軍，凌浩劈腿對象。友情出演《末日邊緣》 |
| 段子漪 | 魏茵     | 夏沫同期的练习生 |
| 唐宁   | 包老师   | |
| 李天烁 | 乔       | 星点娛樂成員之一。 |
| 朱莉   | 陈新怡   | 尹澄大學同學。喜歡尹澄。 |
| 李如歌 | 小羽     | 夏沫、洛熙的大學同學。喜歡洛熙。被洛熙抱後到處炫耀，令同學反感並成為欺凌對象。後期解決。 |
| 侯依彤 | 董秘     | |
| 刘俊   | 制片人   | 在《純愛戀歌》劇組中，因為夏沫是歐辰的人而對她愛護有加。 |
| 杨树   | 徐导演   | 《純愛戀歌》導演 |
| 王甲莉 | 迈克     | |
| 郭彤彤 | 钟雅     | 《純愛戀歌》及《末日边缘》編劇 |
| 周杰   | 郑医生   | 小澄的主診醫生 |

## 電視劇歌曲
- Part.1

| 曲序 | 曲目                     |        | 编曲         | 演唱                 |
| ---- | ------------------------ | ------ | ------------ | -------------------- |
| 1.   | 我们的爱没有错（主题曲） | 代岳东 | Takey        | 胡夏                 |
| 2.   | 被你拯救的我（片尾曲）   | 陈宏宇 | Takey        | 张雪迎               |
| 3.   | Summer（插曲）           | shen   | EAjRock      | 黄圣池、苏丹         |
| 4.   | 黑猫牛奶（插曲）         | shen   | VK克、田雅欣 | 黄圣池、苏丹、大盛军 |
| 5.   | 钻石（插曲）             | shen   | 曾俞旋       | 曾之乔               |
| 6.   | 泡沫美人鱼（插曲）       | shen   | 林柏勲       | 曾之乔               |

- Part.2

| 曲序 | 曲目                     |              | 作曲           | 编曲         | 演唱           |
| ---- | ------------------------ | ------------ | -------------- | ------------ | -------------- |
| 1.   | You are the one（插曲）  | Urban Cla6ix | 李昭萱         | Urban Cla6ix | 郑兴琦、陈嬛   |
| 2.   | Don't Cry For Me（插曲） | 陈嬛         | Urban Cla6ix   | Urban Cla6ix | 郑兴琦         |
| 3.   | Even though（插曲）      | 李昭萱       | Urban Cla6ix   | Urban Cla6ix | 苏丹           |
| 4.   | 当爱来的时候（插曲）     | 林耕禾       | 林耕禾         | 林耕禾       | 郭美美、黄圣池 |
| 5.   | 沙漠（插曲）             | 陈嬛         | 陈嬛           | 小王子       | 郭美美         |
| 6.   | 还爱吗（插曲）           | 唐恬         | 金永晟、宋灿烂 | 小王子       | 丁爽           |
| 7.   | Loving U（插曲）         | 杨彤         | Urban Cla6ix   | Urban Cla6ix | VERA           |

## 收視率
截至6月14日浙江卫视播出大结局，《泡沫之夏》网播量达14亿。

| 中国大陆 浙江卫视 首播收视率 |               |             |             |             |           |           |           |           |           |           |                                                  |
| 集數                         | 播出日期      | CSM52城市网 | CSM52城市网 | CSM52城市网 | CSM全国网 | CSM全国网 | CSM全国网 | CSM16省网 | CSM16省网 | CSM16省网 | 備註                                             |
| 集數                         | 播出日期      | 收視率      | 收視份額    | 排名        | 收視率    | 收視份額  | 排名      | 收視率    | 收視份額  | 排名      | 備註                                             |
| 1-2                          | 2018年5月8日  | 0.315       | 2.224       | 13          | 0.17      | 1.47      | 18        | 0.208     | 1.685     | 11        | CCTV-8《娘親舅大》完結，《大牧歌》同日開播       |
| 3-4                          | 2018年5月9日  | 0.338       | 2.469       | 9           | 0.18      | 1.61      | 18        | 0.201     | 1.59      | 12        |                                                  |
| 5-6                          | 2018年5月10日 | 0.437       | 3.098       | 8           | 0.22      | 1.95      | 15        | 0.208     | 1.647     | 10        |                                                  |
| 7-8                          | 2018年5月15日 | 0.533       | 3.82        | 8           | 0.21      | 1.82      | 15        | 0.26      | 2.005     | 10        |                                                  |
| 9-10                         | 2018年5月16日 | 0.556       | 3.963       | 8           | 0.19      | 1.62      | 15        | 0.232     | 1.824     | 11        |                                                  |
| 11-12                        | 2018年5月17日 | 0.547       | 3.837       | 8           | 0.19      | 1.69      | 16        | 0.218     | 1.684     | 10        |                                                  |
| 不適用                       | 2018年5月20日 | 不適用      | 不適用      | 不適用      | 不適用    | 不適用    | 不適用    | 不適用    | 不適用    | 不適用    | CCTV-8《大牧歌》完結，《回家的路有多遠》同日開播 |
| 13-14                        | 2018年5月22日 | 0.518       | 3.793       | 9           | 0.19      | 1.76      | 14        | 暫缺      | 暫缺      | 暫缺      |                                                  |
| 15-16                        | 2018年5月23日 | 0.53        | 3.837       | 9           | 0.18      | 1.6       | 17        | 0.213     | 1.81      | 11        | 湖南《金牌投資人》完結                           |
| 17-18                        | 2018年5月24日 | 0.537       | 3.823       | 7           | 0.22      | 1.92      | 12        | 0.24      | 1.936     | 11        |                                                  |
| 不適用                       | 2018年5月28日 | 不適用      | 不適用      | 不適用      | 不適用    | 不適用    | 不適用    | 不適用    | 不適用    | 不適用    | 湖南《像我们一样年轻》開播                       |
| 19-20                        | 2018年5月29日 | 0.462       | 3.291       | 11          | 0.17      | 1.48      | 18        | 0.294     | 2.467     | 10        | 東方《家有兒女初長成》開播 52城数据缺惠州        |
| 21-22                        | 2018年5月30日 | 0.495       | 3.47        | 11          | 0.21      | 1.83      | 14        | 0.248     | 1.986     | 12        | 52城数据缺惠州                                   |
| 23-24                        | 2018年5月31日 | 0.556       | 3.848       | 8           | 0.19      | 1.59      | 16        | 暫缺      | 暫缺      | 暫缺      | 52城数据缺惠州                                   |
| 不適用                       | 2018年6月4日  | 不適用      | 不適用      | 不適用      | 不適用    | 不適用    | 不適用    | 不適用    | 不適用    | 不適用    | CCTV-8《回家的路有多遠》完結                     |
| 25-26                        | 2018年6月5日  | 0.476       | 3.359       | 9           | 0.19      | 1.6       | 没有公布  | 0.275     | 2.171     | 10        | 52城数据缺宁波 CCTV-8《初婚》開播                |
| 27-28                        | 2018年6月6日  | 0.507       | 3.727       | 8           | 0.21      | 1.51      | 15        | 0.22      | 1.802     | 22        |                                                  |
| 29-30                        | 2018年6月7日  | 0.511       | 3.728       | 7           | 0.23      | 1.95      | 13        | 0.329     | 2.607     | 7         |                                                  |
| 31-32                        | 2018年6月12日 | 0.465       | 3.37        | 9           | 0.19      | 1.56      | 14        | 0.221     | 1.711     | 11        |                                                  |
| 33-34                        | 2018年6月13日 | 0.597       | 4.174       | 8           | 0.19      | 1.54      | 16        | 0.273     | 2.021     | 10        |                                                  |
| 35-36                        | 2018年6月14日 | 0.656       | 3.927       | 8           | 0.24      | 1.89      | 13        | 暫缺      | 暫缺      | 暫缺      |                                                  |
| 平均收視                     | 平均收視      | 0.502       | 3.55        | 不適用      | 0.2       | 1.7       | 不適用    |           |           | 不適用    |                                                  |

1. 同时段或交叉时段主要节目：
  - CCTV-8：《娘亲舅大》／《大牧歌》／《回家的路有多遠》／《初婚》
  - 湖南：《金牌投資人》／《像我们一样年轻》
  - 東方：《家有兒女初長成》
  - 安徽：《莽荒紀》
2. 数据由广视索福瑞提供，调查范围为四岁以上之观众。
3. 以上收视排名包括央视在内。CSM16省网排名不含央视
4. 收視最低的集數以藍色表示，收視最高的集數以紅色表示
5. 资料来源：卫视这些事儿、TV未知数、卫视走光了、数据狮

## 與2010年版及原著的區別
1. 原著和大S版本的校園劇情設定在高中時期，而新版的校園劇情設定為大學；[2]
2. 新版的情節發展遵循原著採用正序；
3. 新版強化了江珍恩與尹澄的感情線

## 外部連結
- 泡沫之夏的新浪微博

| 中国大陆 浙江卫视 中国蓝周播剧场                | 中国大陆 浙江卫视 中国蓝周播剧场          | 中国大陆 浙江卫视 中国蓝周播剧场 |
| ----------------------------------------------- | ----------------------------------------- | -------------------------------- |
|                                                 | 泡沫之夏 （2018年5月8日 - 2018年6月14日） |                                  |
| 遇見最好的我们 （2018年4月10日 - 2018年5月3日） | 扶摇 （2018年6月18日 - 2018年8月13日）    |                                  |

| 马来西亚 Astro双星、Astro双星HD 每晚 18:00 - 19:00 | 马来西亚 Astro双星、Astro双星HD 每晚 18:00 - 19:00 | 马来西亚 Astro双星、Astro双星HD 每晚 18:00 - 19:00 |
| -------------------------------------------------- | -------------------------------------------------- | -------------------------------------------------- |
|                                                    | 泡沫之夏 （2020年3月1日 - 2020年4月5日）           |                                                    |
| 将夜2 （2020年1月17日 - 2020年2月28日）            | —                                                  |                                                    |

| 泰國 MCOT HD PREMIUM SERIES 星期一星期二星期三 23:05 - 00:00 | 泰國 MCOT HD PREMIUM SERIES 星期一星期二星期三 23:05 - 00:00                                                                                   | 泰國 MCOT HD PREMIUM SERIES 星期一星期二星期三 23:05 - 00:00 |
| ------------------------------------------------------------ | --- | ------------------------------------------------------------ |
|                                                              | 泡沫之夏 รักนี้ที่ปรารถนา （2020年7月28日 - 2020年10月28日） (Wednesday, August 12; No Broadcasting) (Wednesday, October 13; No Broadcasting)       |                                                              |
| 因为遇见你 เพราะเธอคือรัก （2020年3月10日 - 2020年7月27日）    | 必娶女人 แต่งงานไหม หากใจตรงกัน （2020年11月2日 - 2020年12月30日） (Wednesday December 9; No Broadcasting) (Monday December 21; No Broadcasting) |                                                              |